# Station Attleborough
Attleborough is een station van National Rail in Attleborough, Breckland in Engeland. Het station is eigendom van Network Rail en wordt beheerd door Greater Anglia. 